# Goßmannsdorf (Hofheim in Unterfranken)
Goßmannsdorf ist ein Gemeindeteil der Stadt Hofheim in Unterfranken im Landkreis Haßberge in Bayern.

## Geographie und Verkehrsanbindung
Das Kirchdorf Goßmannsdorf liegt drei Kilometer östlich von Hofheim an der Kreisstraße HAS 46. Etwa einen Kilometer südlich des Ortes verläuft die B 303.

## Baudenkmäler
In der Liste der Baudenkmäler in Hofheim in Unterfranken sind für Goßmannsdorf 20 Baudenkmäler aufgeführt.

### Katholische Pfarrkirche St. Margaretha
Ein im Kern frühgotischer Chorturm, vermutlich aus der zweiten Hälfte des 13. Jahrhunderts, wurde unter dem Würzburger Fürstbischof Julius Echter von Mespelbrunn 1610 in nachgotischen Formen erheblich aufgemauert und mit hohem Spitzhelm versehen. Während der Regierungszeit des Fürstbischofs Johann Philipp II. von Greiffenclau zu Vollraths errichtete 1716 der ortsansässige Steinhauer- und Maurermeister Johann Georg Bierdümpfel ein neues Langhaus noch im Stil des ausgehenden Hochbarock. Die Pläne lieferte der seinerzeitige Hochfürstlich Würzburgische Stadt- und Landbaumeister Joseph Greissing. Unter den Ausstattungsstücken befinden sich zwei sehr hochwertige Seitenaltäre von Johann Peter Wagner in feinstem Rokoko, 1765 ursprünglich für die Kartause Würzburg geschaffen. Diese enthalten neben ihren exquisiten Figuren ebenso hochwertige Gemälde von Conrad Geiger, die dieser 1789 für die Benediktinerabteikirche Theres am Main ausgeführt hatte. Ebenfalls um Säkularisationsgut handelt es sich bei der aus Kloster Himmelspforten bei Würzburg stammenden Kanzel, die um 1760 von Johann Peter Wagner und dessen Werkstatt geschnitzt wurde. Der mehr in einem ländlichen Barockstil gearbeitete und später überarbeitete Hochaltar wurde aus Stadtlauringen angekauft, erhielt hier jedoch eine zentrale Statue der Heiligen Margaretha. Im barocken Orgelgehäuse des Würzburger Hoforgelbauers Johann Philipp Seuffert befindet sich seit 2010 ein modernes mechanisches Schleifladenwerk der Firma Rensch aus Lauffen am Neckar. Der Taufstein ist mit „1624“ bezeichnet.
Reste einer ehemals mächtigen Kirchhofeinfassung mit Türmen und stimmungsvollem Torbogen stammen vermutlich aus dem 14. Jahrhundert.

## Söhne und Töchter
- Valentin Fuchs (1839–1899), Jurist und Bürgermeister von Kissingen
- Josef Dünninger (1905–1994), Volkskundler, Germanist und Hochschullehrer